# Будвитис, Пранас
Пра́нас Будви́тис (Пра́нас Ви́таутас Будви́тис, лит. Pranas Vytautas Būdvytis, Svyrūnėlis (псевдоним); 2 (15) октября 1900, дер. Кальнишкяй, ныне Шилальский район Литвы — 7 октября 1975, Каунас) — литовский журналист, поэт, переводчик.

## Биография
Во время Первой мировой войны учился в гимназиях Москвы и Екатеринослава (1915—1918), сотрудничал в литовских изданиях России и в католических изданиях „Rygos garsas“, „Lietuvių balsas“, „Ateities spinduliai“. По возвращении на родину в 1918—1919 годах был начальником полиции Таурагского уезда. Служил добровольцем в Литовской армии (1919—1921).
Работал в журнале «Тримитас», в редакциях газет, был помощником редактора в газете «Летувос жиниос» („Lietuvos žinios“, 1923). Учился на Высших курсах в Каунасе. Инициатор сатирической газеты «Лежувис» (в 1924 году закрыта властями), журнала сатиры и юмора «Спактива» („Spaktyva“; 1924—1934). В журнале сотрудничали известные литовские писатели Казис Бинкис, Теофилис Тильвитис, Юозапас Альбинас Гербачяускас, писательница Люне Янушите, художник Людас Труйкис. Пранас Будвитис был известен богемным стилем жизни, поэтому распространялись слухи о том, что известных авторов к участию в журнале он привлекает обильными угощениями водкой, а читателей удерживает скабрёзными рисунками.
В 1935—1940 годах работал журналистом, в 1940—1941 — в статистическом бюро в Вильнюсе. В 1944—1949 годах работал в редакции газеты Таурагского района. В апреле 1951 года был арестован в Каунасе вместе с переводчиком Эдвардасом Вискантой и прозаиком и переводчиком Казисом Янкаускасом. Был осуждён за стихотворения, опубликованные в периодичской печати, и журналистскую деятельность во время немецкой оккупации. Отбывал заключение в 1951—1955 годах.
После освобождения работал рабочим. С 1965 года пенсионер. Похоронен в местечке Рудамина Лаздийского района.

## Творчество
Первые стихотворения начал печатать в периодике с 1917 года. Первый сборник стихов выпустил в 1921 году. Перевёл либретто оперы Масканьи «Сельская честь», пьесы Г. Гауптмана, А. Н. Островского и других писателей, роман Ж. Верна «Таинственный остров».
Использовал псевдоним Svyrūnėlis.

## Издания
- Pr. V. Būdvytis Svyrūnėlis. Ištrėmimo Keliais. Pirmieji bandymai (1901—1919). Kaunas 1921 Jagomasto spaustuvė «Lituania», Tilžėjė, Aukštoji gatvė Nr. 78.
- Klystantis lapas. 1923.
- Ant marių krašto. 1925.